# Campylaspis scuta
Campylaspis scuta är en kräftdjursart som beskrevs av Jones 1984. Campylaspis scuta ingår i släktet Campylaspis och familjen Nannastacidae.
Artens utbredningsområde är Surinam. Inga underarter finns listade i Catalogue of Life.